# Mandarinoit
Mandarinoit ist ein selten vorkommendes Mineral aus der Mineralklasse der „Oxide und Hydroxide“. Es kristallisiert im monoklinen Kristallsystem mit der Zusammensetzung Fe3+2(SeO3)·6H2O, ist also chemisch gesehen ein wasserhaltiges Eisen-Selenit.
Mandarinoit entwickelt nur millimetergroße Kristalle mit tafeligem, schwertähnlichem Habitus, die nach der c-Achse gestreckt und meist in rosettenförmigen Mineral-Aggregaten angeordnet sind. Die Oberflächen der durchsichtigen bis durchscheinenden Kristalle weisen einen glasähnlichen Glanz auf. Seine Farbe variiert überwiegend zwischen hellgrün, gelblichgrün und grünlichweiß, allerdings erscheint er in dünnen Schichten fast farblos. Auf der Strichtafel hinterlässt Mandarinoit einen blassgrünen Stich.

## Etymologie und Geschichte
Erstmals entdeckt wurde Mandarinoit 1977 im Silberbergwerk „Virgen de Surumi“ (auch Pacajake bzw. Pakajake, benannt nach dem Pakajake Canyon), die etwa zwanzig Kilometer nordöstlich von Colquechaca im bolivianischen Departamento Potosí liegt. Beschrieben wurde das Mineral 1978 von Pete J. Dunn, Donald R. Peacor und Bozidar Darko Sturman, die es nach dem amerikanisch-kanadischen Mineralogen und ehemaligen Kurator des Royal Ontario Museums Joseph Anthony Mandarino (1929–2007) benannten.
Typmaterial des Minerals werden im Royal Ontario Museum in Kanada (Register-Nr. 35273), in der Harvard University in Massachusetts (Register-Nr. 111364 und 111368D) sowie im National Museum of Natural History in Washington (Register-Nr. 142878) aufbewahrt.

## Klassifikation
In der veralteten 8. Auflage der Mineralsystematik nach Strunz war der Mandarinoit noch nicht aufgeführt.
In der zuletzt 2018 überarbeiteten Lapis-Systematik nach Stefan Weiß, die formal auf der alten Systematik von Karl Hugo Strunz in der 8. Auflage basiert, erhielt das Mineral die System- und Mineralnummer IV/K.08-010. Dies entspricht der Klasse der „Oxide und Hydroxide“ und dort der Abteilung „Sulfite, Selenite und Tellurite“, wo Mandarinoit zusammen mit Alfredopetrovit und Telluromandarinoit eine unbenannte Gruppe mit der Systemnummer IV/K.08 bildet.
Die von der International Mineralogical Association (IMA) zuletzt 2009 aktualisierte 9. Auflage der Strunz’schen Mineralsystematik ordnet den Mandarinoit in die Klasse der „Oxide (Hydroxide, V[5,6]-Vanadate, Arsenite, Antimonite, Bismutite, Sulfite, Selenite, Tellurite, Iodate)“ und dort in die Abteilung „Arsenite, Antimonite, Bismutite, Sulfite, Selenite, Tellurite; Iodate“ ein. Hier ist das Mineral in der Unterabteilung „Selenite ohne zusätzliche Anionen; mit H2O“ zu finden, wo es als einziges Mitglied eine unbenannte Gruppe mit der Systemnummer 4.JH.15 bildet.
In der vorwiegend im englischen Sprachraum gebräuchlichen Systematik der Minerale nach Dana hat Mandarinoit die System- und Mineralnummer 34.03.04.01. Das entspricht der Klasse der „Sulfate, Chromate und Molybdate“ und dort der Abteilung „Selenite, Tellurite und Sulfite“. Hier findet er sich innerhalb der Unterabteilung „Selenite - Tellurite - Sulfite“ als einziges Mitglied in einer unbenannten Gruppe mit der Systemnummer 34.03.04.

## Bildung und Fundorte
Mandarinoit bildet sich in der Oxidationszone selenreicher Erz-Lagerstätten. Als Begleitminerale können unter anderem Chalkomenit, Chlorargyrit, Goethit, Kruťait, Penroseit, Poughit, Pyrit, Quarz und Siderit auftreten.
Als seltene Mineralbildung konnte Mandarinoit nur an wenigen Fundorten nachgewiesen werden, wobei bisher (Stand: 2013) etwas mehr als 10 Fundorte als bekannt gelten. Neben seiner Typlokalität „Virgen de Surumi“ in der Provinz Chayanta trat das Mineral in Bolivien noch im Bergwerk „El Dragón“ in der Provinz Antonio Quijarro zutage.
Weitere bekannte Fundorte sind unter anderem Cobar in Australien; Enshi in China; Ojojona in Honduras; Villaputzu in Italien; De Lamar (Owyhee County, Idaho), Elko und Maggie Creek (Eureka County, Nevada) und Polar Mesa (Grand County, Utah) in den Vereinigten Staaten von Amerika sowie Skouriotissa auf Zypern.

## Kristallstruktur
Mandarinoit kristallisiert monoklin in der Raumgruppe P21/c (Raumgruppen-Nr. 14) mit den Gitterparametern a = 16,81 Å; b = 7,88 Å; c = 10,02 Å und β = 98,3° sowie 4 Formeleinheiten pro Elementarzelle.